# Hessentag 2001
Der Hessentag 2001 war der 41. Hessentag und fand vom 18. bis 27. Mai 2001 in der Stadt Dietzenbach statt. Nach dem Hessentag 1977 in Dreieich war er der zweite im Landkreis Offenbach.

## Vorbereitungsphase
Im Vorfeld des Hessentages zog die Stadt Dietzenbach Investitionen in Infrastruktur und Stadtaus- und -umbau für den Hessentag vor. Zu den bekanntesten dieser Maßnahmen zählen der 33 Meter hohe Aussichtsturm auf dem 198 Meter hohen Wingertsberg – Teilprojekt für den Regionalpark Rhein-Main – sowie der Neubau des Historischen Museums Dietzenbach, die beide zum Hessentag eingeweiht wurden. Neu eingerichtet wurden zudem der von den Landschaftsarchitekten Beuerlein und Baumgartner angelegte Geschichtspfad, der an mehreren Stationen die wichtigsten Daten und Ereignisse der Stadt von der Vorgeschichte über die erste urkundliche Erwähnung 1220 bis zur Gegenwart vorstellte, sowie im Anschluss an den Geschichtspfad eine Balanciermeile mit Geschicklichkeitsparcours. Der Stadtpark rund um Rathaus und Bürgerhaus wurde zum Hessentagspark umgestaltet und behielt auch nach der Großveranstaltung diesen Namen.

## Provisorischer Bahnanschluss
Für die Anreise der Besucher wurde die damals noch in Ausbau und Modernisierung befindliche Bahnstrecke Offenbach-Bieber–Dietzenbach, auf der seit 2003 die S-Bahn-Linie S2 verkehrt, provisorisch wieder in Betrieb genommen. Während des Hessentags verkehrten Sonderzüge zwischen Dietzenbach und dem Offenbacher Hauptbahnhof. Dazu wurde an der heutigen Stelle des Bahnhofs Dietzenbach Mitte ein Behelfsbahnhof gebaut. Dieser diente den Besuchern des Hessentages, um mit der Bahn anzureisen. Der Pendelverkehr wurde außerdem als Pilotprojekt im Vorlaufbetrieb zur S-Bahn angesehen.

## Veranstaltung
Eröffnet wurde der Hessentag durch den damaligen hessischen Ministerpräsidenten Roland Koch und den Bürgermeister Jürgen Heyer. Das Hessentagspaar bildeten die Valentina Kvesic und Benno Flaig. Nach der Entscheidung, ab 1980 für das Hessentagspaar keine Kinder und Jugendlichen mehr zu nehmen, war das Dietzenbacher Paar mit 20 und 21 Jahren lange Zeit das jüngste Hessentagspaar.
Während des Hessentages standen rund 1100 Veranstaltungen auf dem Programm, die in der gesamten Stadt stattfanden. Der Hessentagspark wurde für die Sonderschau „Der Natur auf der Spur“ hergerichtet, dort befanden sich auch zahlreiche Informationsstände. Das weitere Programm umfasste traditionelle Inhalte wie etwa die Landesausstellung, daneben zählten der Frankfurter Tigerpalast, Kirchenkabarett, Live-Sendungen des Hessischen Rundfunks, die Ausstellung des Landesamtes für Denkmalpflege über die Kelten am Glauberg auf dem Programm. Weitere Programmpunkte waren unter anderem ein Parcours, auf dem Besucher am eigenen Leib erleben konnten, wie Blinde und stark Sehbeeinträchtige die Umwelt wahrnehmen, weitere Einzelveranstaltungen und Informationsstände kamen von der Evangelischen Kirche von Hessen-Nassau, dem Hessischen Rundfunk, Hit Radio FFH, dem Landessportbund, der Bundeswehr sowie vielen Vereinen und Verbänden.
Die Konzerte fanden im Waldstadion statt. Höhepunkte der zahlreichen Auftritte waren die Konzerte der Söhne Mannheims, von Thomas D, Pur, Bonnie Tyler, Chris Rea, Reamonn, Laith Al-Deen, Vonda Shepard, Manfred Mann’s Earth Band, der Klostertaler, der Paldauer, Nicole sowie Roland Kaiser. Insgesamt besuchten rund 1,1 Millionen Menschen die Veranstaltungen des Hessentags, der damit einen neuen Besucherrekord verzeichnete.

## Kritik
Kurz vor Beginn des Hessentages hatten Sturm und Hagel erhebliche Schäden verursacht. Die Beseitigung der Schäden wie auch die enormen Investitionen für den Hessentag haben zu einer Verschuldung der Stadt geführt, die noch lange Jahre die Finanzen der Stadt belastet haben. Gleichwohl wurde die Hessentag von allen beteiligten Veranstaltern positiv gewertet.